# Стрепетово
Стре́петово (до 1948 года Джалаи́р-Чоты́; укр. Стрепетове, крымскотат. Calayır Çotı, Джалайыр Чоты) — село в Нижнегорском районе Республики Крым, административно входит в состав Дрофинского сельского поселения (согласно административно-территориальному делению Украины — Дрофинского сельского совета Автономной Республики Крым).

## Население
| 2001 | 2014 |
| ---- | ---- |
| 667  | ↘491 |

Всеукраинская перепись 2001 года показала следующее распределение по носителям языка
| Язык             | Процент |
| ---------------- | ------- |
| крымскотатарский | 45.73   |
| русский          | 40.63   |
| украинский       | 9.9     |
| белорусский      | 1.95    |
| другие           | 0.15    |

### Динамика численности
- 1989 год — 461 чел.[10]
- 2001 год — 667 чел.[11]
- 2009 год — 580 чел.[12]
- 2014 год — 491 чел.[13]

## Современное состояние
На 2017 год в Стрепетово числится 8 улиц; на 2009 год, по данным сельсовета, село занимало площадь 64,1 гектара на которой, в 176 дворах, проживало 580 человек. Стрепетово связано автобусным сообщением с райцентром и соседними населёнными пунктами.

## География
Стрепетово — село на юге района, на северной окраине Внешней гряды Крымских гор, у границы с Белогорским районом, высота центра села над уровнем моря — 64 м. Ближайшие сёла: Ястребки в 2,8 км на северо-запад, Дрофино в 0,7 км на север, Жемчужина в 2,8 км на восток и Пены в 2,8 км на юго-восток. Расстояние до райцентра — около 25 километров (по шоссе), там же ближайшая железнодорожная станция — Нижнегорская (на линии Джанкой — Феодосия). Транспортное сообщение осуществляется по региональной автодороге 35Н-358 Дрофино — Стрепетово от шоссе 35Н-264 Октябрьское — Садовое (по украинской классификации — С-0-10902).

## История
Впервые в доступных источниках селение, как хутор Джалаир-Чату, на территории Сейтлерского района, обозначено на карте 1936 года.
После освобождения Крыма от фашистов, 12 августа 1944 года было принято постановление № ГОКО-6372с «О переселении колхозников в районы Крыма» и в сентябре 1944 года в район приехали первые новоселы (320 семей) из Тамбовской области, а в начале 1950-х годов последовала вторая волна переселенцев из различных областей Украины. С 25 июня 1946 года Джелаир-Чату в составе Крымской области РСФСР. Указом Президиума Верховного Совета РСФСР от 18 мая 1948 года Джелаир-Чату переименовали в Стрепетово. Время включения в Садовый сельсовет пока не установлено: на 15 июня 1960 года село уже числилось в его составе. В период с 1 января по 1 июня 1977 года Стрепетово включено в состав Дрофинского сельсовета. По данным переписи 1989 года в селе проживал 461 человек. С 12 февраля 1991 года село в восстановленной Крымской АССР, 26 февраля 1992 года переименованной в Автономную Республику Крым. С 21 марта 2014 года в составе Крыма аннексировано Россией.